# Џени (певачица)
Џени Ким (кореј. 김제니; Сонгнам, 16. јануар 1996) јужнокорејска је певачица, реперка и глумица. Чланица је групе Blackpink. Позната је и под именом Џени Руби Џејн под којим је глумила у серији Идол (2023). Издала је и соло студијски албум под називом Ruby (2025).

## Биографија
Рођена је 16. јануара 1996. у Сонгнаму. Најпознатија је као чланица групе Blackpink. Позната је и по улогама у серијама Village Survival, The Eight и We Will Chanel You. Наступала је са својим првим синглом Solo 2018. године. У групи је са својим јако добрим пријатељицама Розе, Лисом и Џису.

## Дискографија
Студијски албуми
- (2025)

## Филмографија
- Дајан — Идол (2023)